# St. Petri (Brumby)

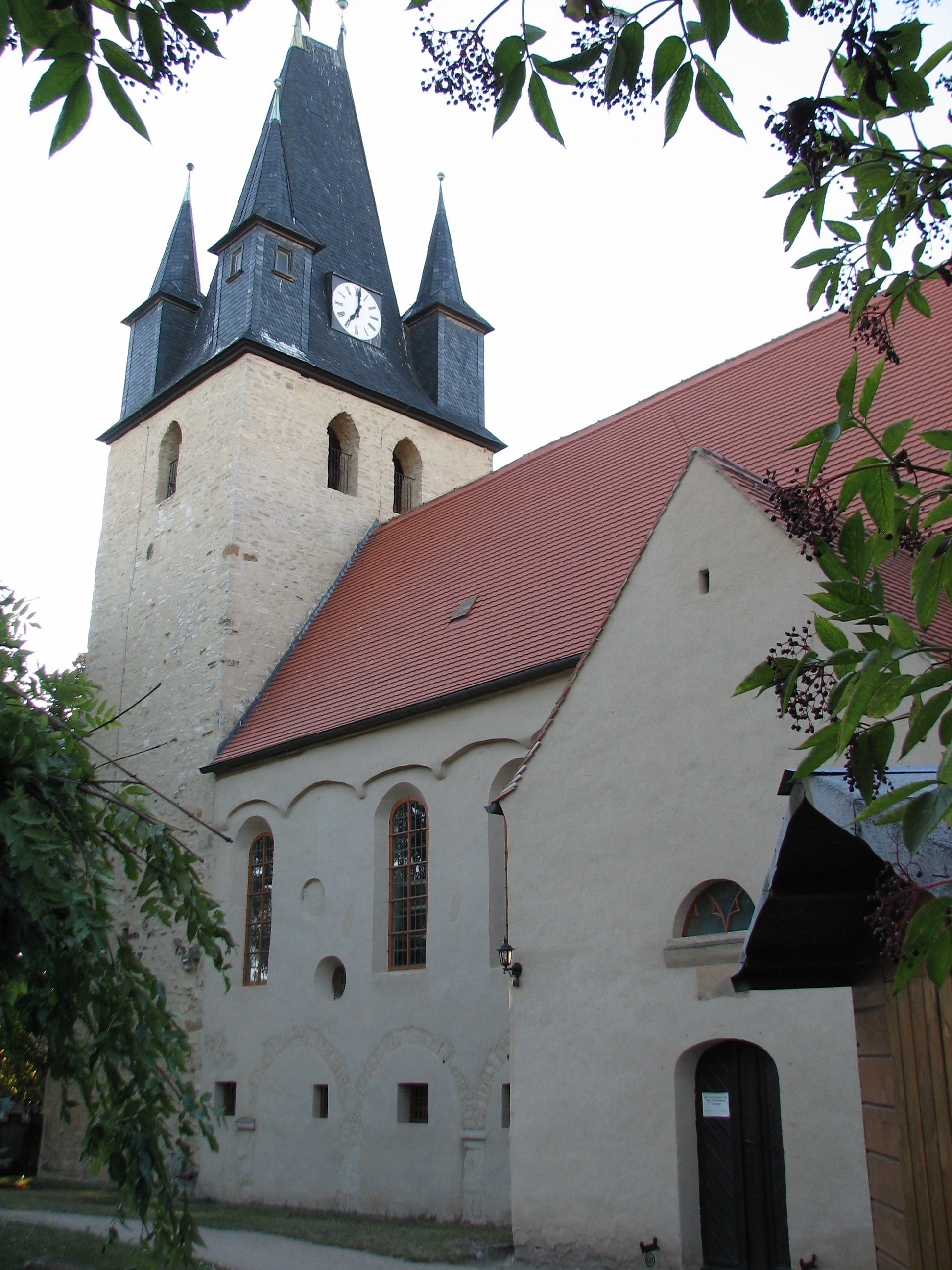
Die Kirche St. Petri in Brumby

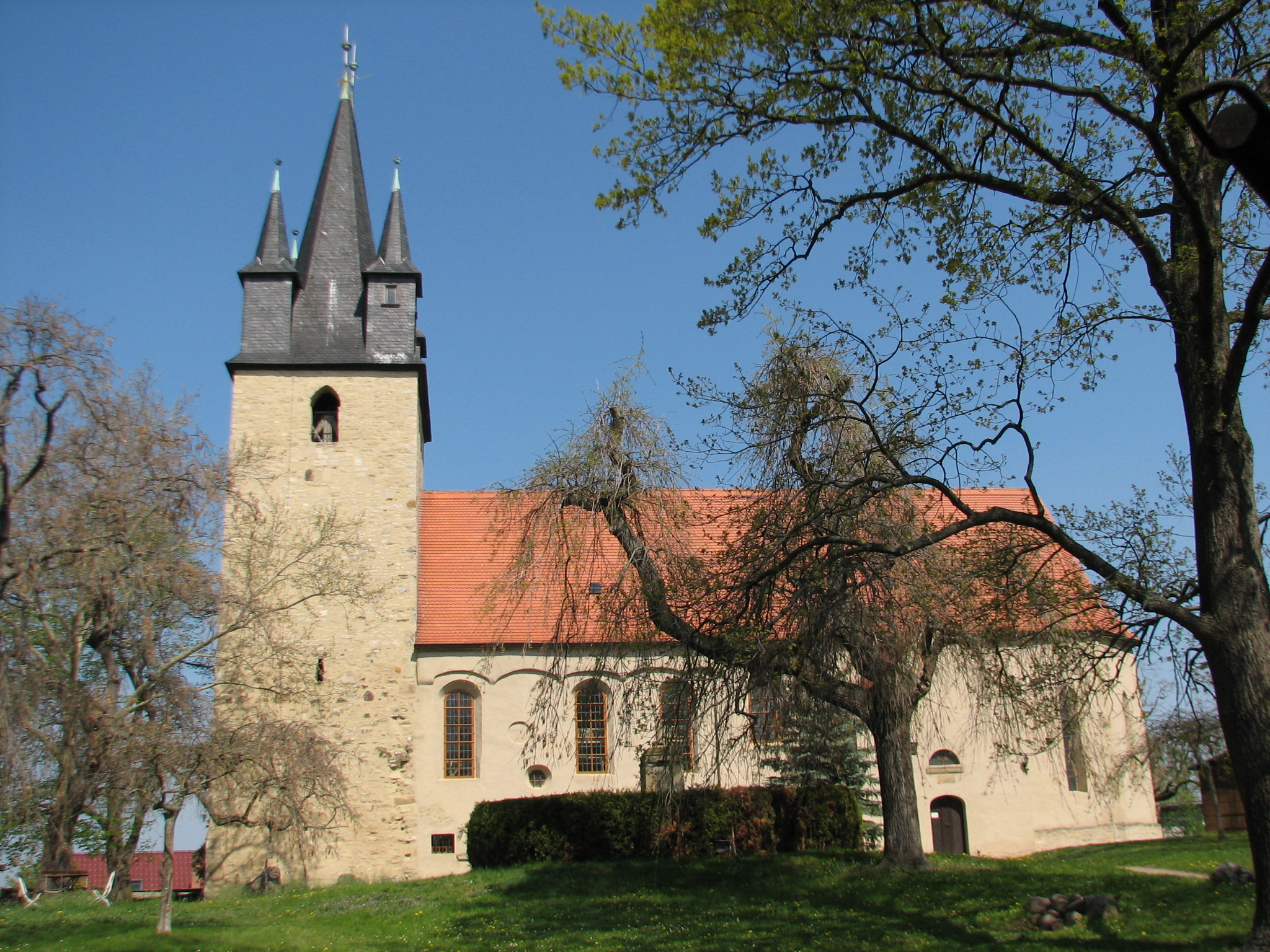
Kirche Brumby im April 2019, Seitenansicht

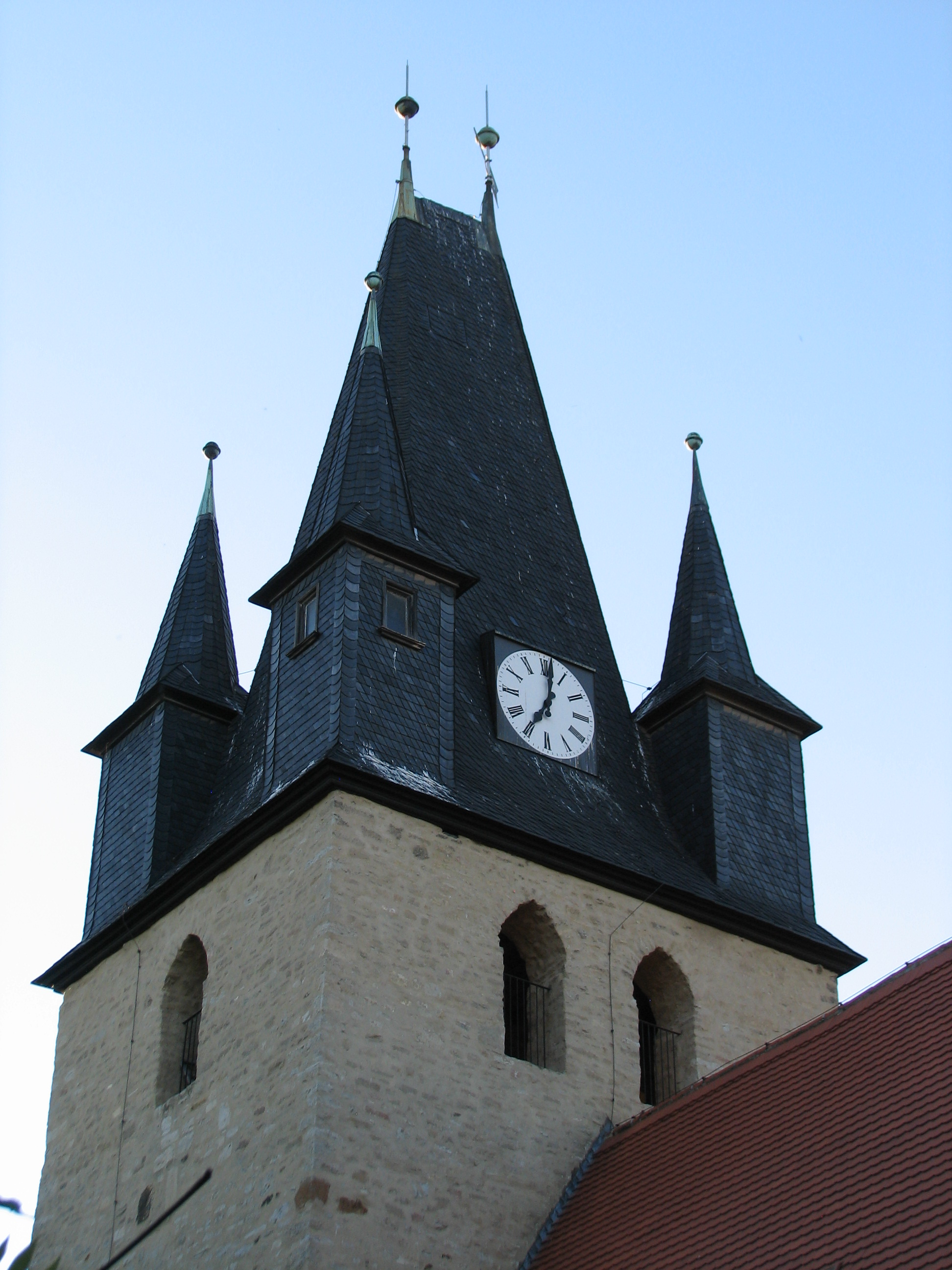
Kirchturm mit fünf Spitzen

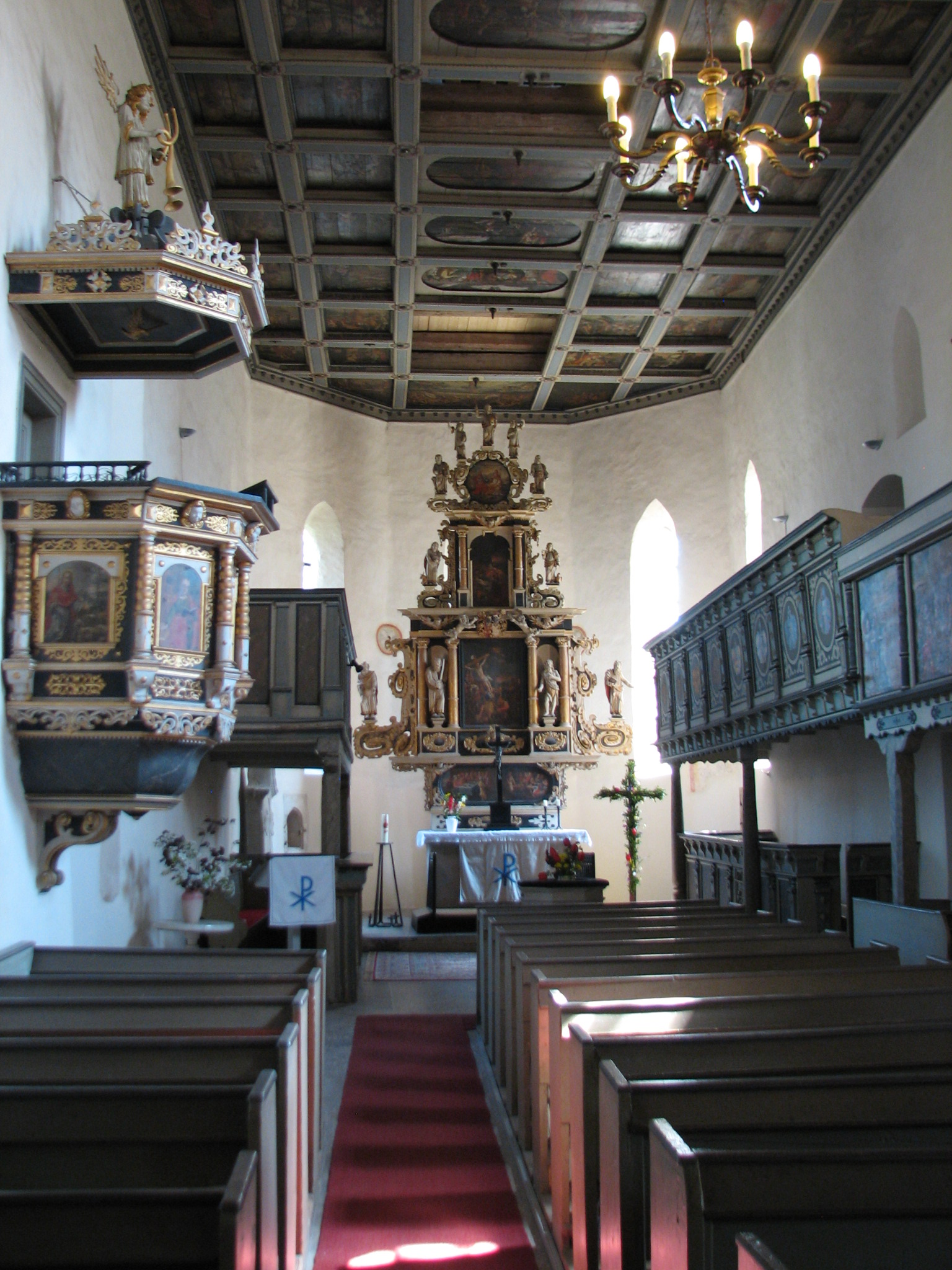
Kirche Brumby, Innenansicht, April 2019

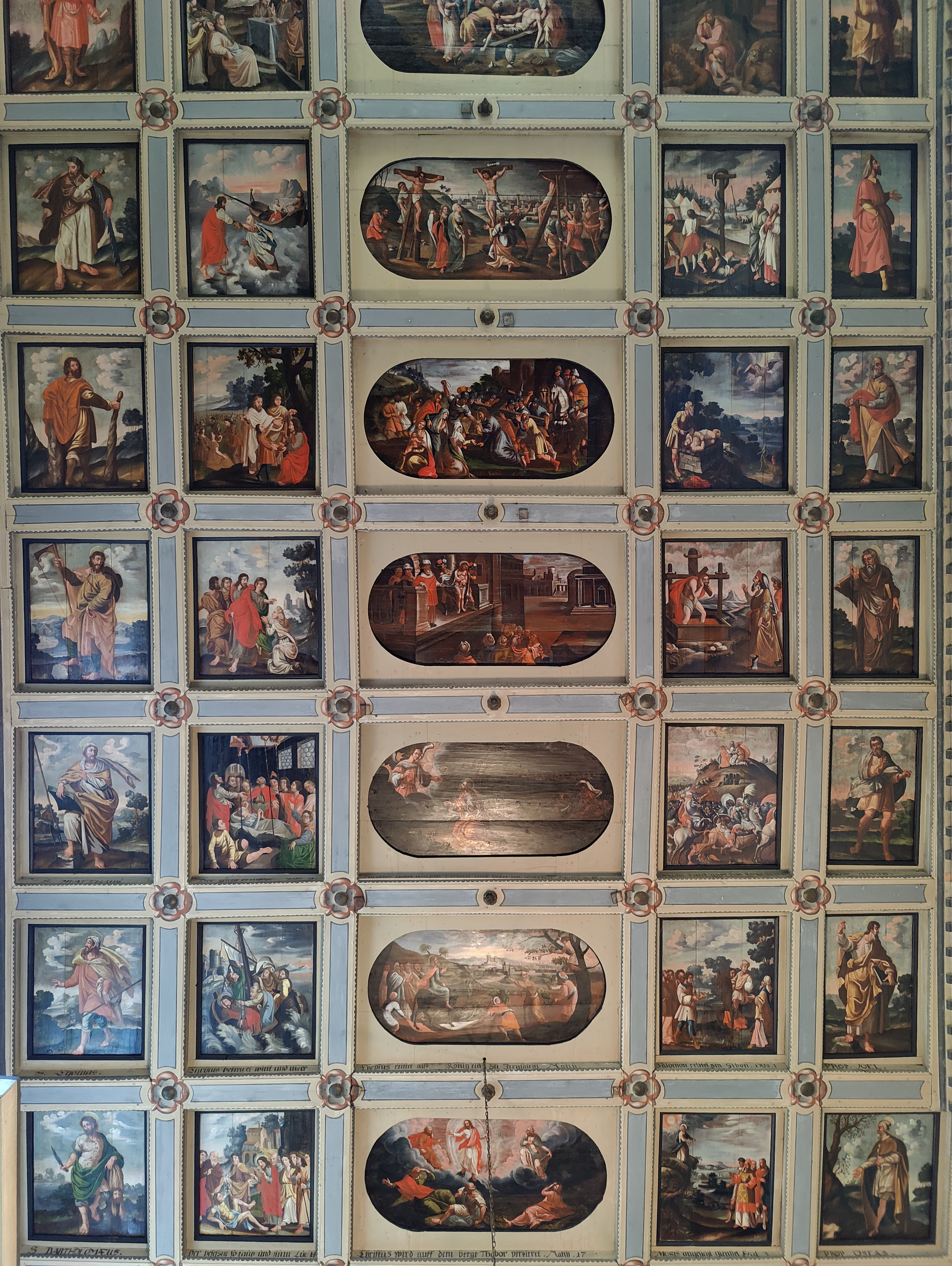
Kassettendecke (2022)

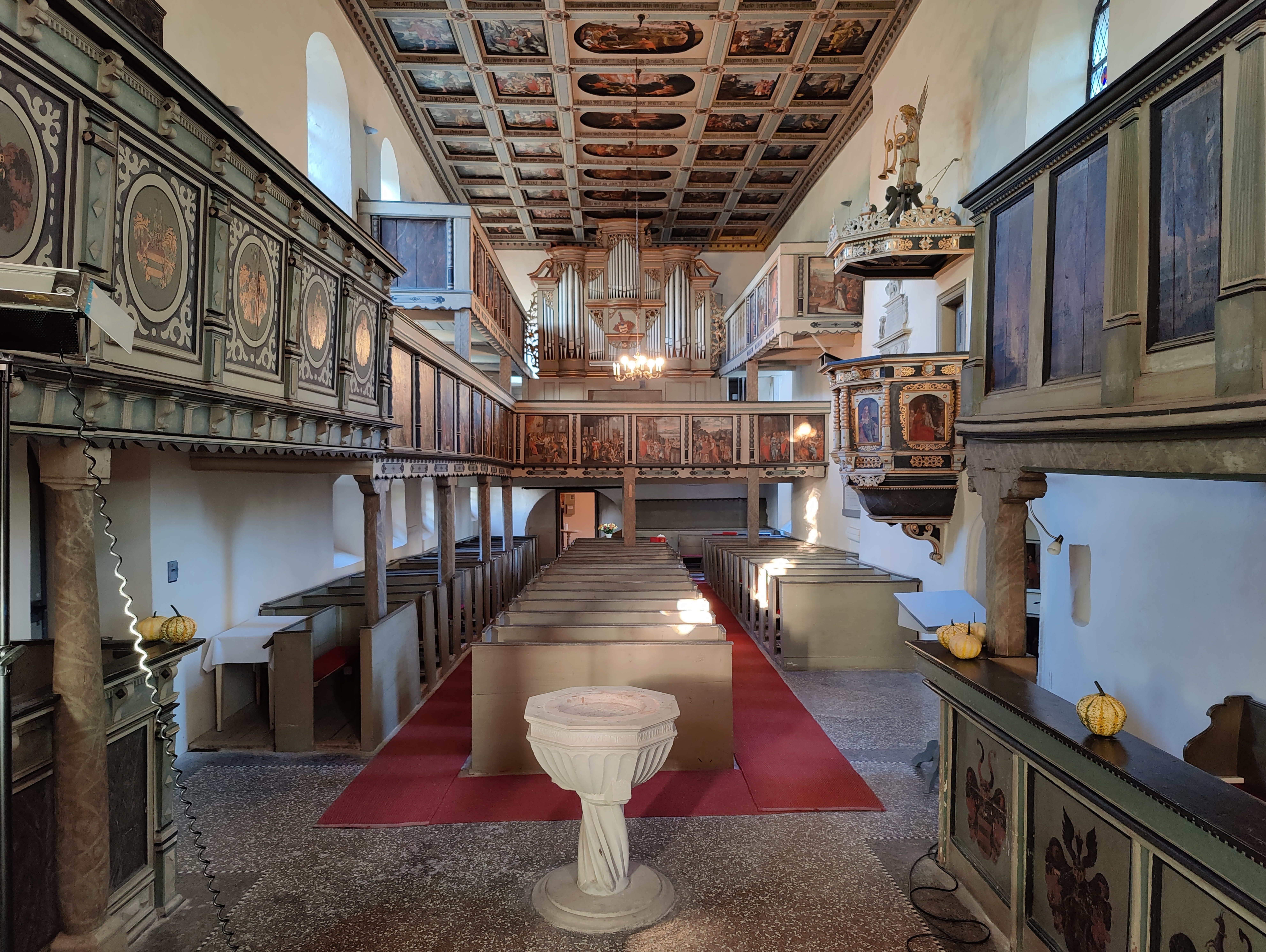
Innenraum, Blick zur Orgel

Die Kirche St. Petri ist das evangelische Sakralgebäude in Brumby, Ortsteil von Staßfurt in Sachsen-Anhalt. Die Kirchengemeinde gehört zum Kirchenkreis Egeln der Evangelischen Kirche in Mitteldeutschland. Wegen der 92 Decken-Bildplatten gilt sie als besondere „Bildkirche“, seit 2006 ist sie auch Autobahnkirche.

## Geschichte
Die einschiffige St.-Petri-Kirche in Brumby hat eine mehr als acht Jahrhunderte umfassende Geschichte. Sie ist romanischen Ursprungs und wurde im 12. Jahrhundert errichtet. An der äußeren Südwand des Kirchenschiffes sind deutlich die zugemauerten Obergadenfenster und Rundbögen mit den romanischen Kämpferplatten zu erkennen. Sie lassen darauf schließen, dass die Kirche ursprünglich eine kleine dreischiffige Basilika gewesen ist und im Laufe der Zeit mehrere Umbauphasen erlebt hat.
In gotischer Zeit wurde das Mittelschiff verlängert und mit einem halbachteckigen Chorraum versehen. In dieser Zeit wurde der Turm um zwei Stockwerke erhöht und auf der Westseite mit einer spitzbogigen Tür geöffnet.
Mit der Sanierung in den Jahren 2000 bis 2002 wurde die ortsbildprägende Bruchsteinarchitektur der Kirche erhalten.

## Kirchturm mit fünf Spitzen
Das äußerlich auffälligste Merkmal der Kirche ist der markante, fünfspitzige Turm mit einer Hauptspitze und vier Nebenspitzen der kleinen Ecktürmen an den Turm-Ecken, der von weitem zu sehen ist.
Ende des 19. Jahrhunderts sollte der schlichte Walmdach-Kirchturm saniert werden. In der Gemeinde brach deswegen 1899 ein Kirchturmstreit aus. Der damalige Gemeindekirchenrat, Rittergutsbesitzer von Alvensleben sowie der Pastor, plädierten jedoch für einen gleichzeitigen Umbau des Daches, um dem alten Dach ein wohlgefälliges Äußeres zu verleihen und den Neubauten einiger Gemeinden des Kreises nicht nachzustehen. Der Großteil der Bevölkerung war gegen diese Türmchen – jedoch vergeblich.
Volkes Meinung blieb unberücksichtigt, die Turmspitze wurde entsprechend der Pläne umgestaltet. Seitdem trägt der Turm seine charakteristischen vier kleinen Ecktürmchen – und die St.-Petri-Kirche in Brumby hat damit bis heute eine individuelle Silhouette.

## Ausstattung
Nachdem die Kirche im Dreißigjährigen Krieg zeitweise als Pferdestall missbraucht worden war, begann die Gemeinde unter dem Kirchenpatron Gebhard von Alvensleben (1618–1681) und unter Leitung von Pastor Heinrich Hävecker (1610–1676; Vater des Johann Heinrich Hävecker) nach dem Krieg mit ihrer Erneuerung und herausragenden Ausstattung, die nach wenigen Jahren abgeschlossen wurde. Die barocke Ausstattung der Kirche gilt auch als besonderes Zeugnis des mittelalterlichen Reichtums der Börde dank des fruchtbaren Bodens.

„Die Innenausstattung der St.-Petri-Kirche in Brumby, ein Dorf circa 30 Kilometer südlich von Magdeburg, gilt als eines der besten Beispiele des norddeutschen Barocks, die die Kirche weit aus dem Kreis anderer Kirchen in den umliegenden Bördedörfern heraushebt. 92 Bildtafeln zur christlichen Heilslehre schmücken Decke, Emporen und Kanzel. Zusammen bilden sie ein Gesamtkunstwerk, ‚eine gemalte Bibel‘.“

### Kassettendecke mit 92 Gemälden
Im Jahre 1664 beauftragte Hävecker den Tischler Hans Reiche aus Calbe mit der Fertigung der hölzernen Kassettendecke. Anschließend erhielt der Maler Heinrich Busch aus Braunschweig den Auftrag, auf die Kassettendecke biblische Deckenbilder zu zeichnen. Dies gelang Busch in hoher künstlerischer Qualität – innerhalb von zwei Jahren schuf er 92 Gemälde.
Kernstück sind die Deckenbilder der Mittelreihe, die die Heilsgeschichte Gottes mit den Menschen von der Erschaffung bis zum Jüngsten Gericht erzählen. Die angrenzenden Reihen erklären die Bilder der Mittelreihe durch Geschichten des Alten und Neuen Testaments. Die Außenreihen stellen biblische Personen dar.
Im Mai 2018 wurden für die Sanierung der Deckenbilder 135.000 Euro Fördermittel aus Öffentlicher Hand bewilligt.
Nach der umfangreichen Restaurierung der Bilderdecke 2019 kam am 12. August 2020 die nächste Fördermittel-Zusage von 70.686 Euro aus Mitteln des Europäischen Landwirtschaftsfonds zur Entwicklung des ländlichen Raumes (ELER) und des Landes Sachsen-Anhalt. Die gesamten Baukosten für den letzten Bauabschnitt betragen fast 100.000 Euro. 2021 wurde die Restaurierung abgeschlossen und die Bilderdecke erstrahlt wieder in voller Farbenpracht.

### Kanzel und Altar
Die Kanzel wurde 1665–1667 von Tischler Melchior Stellwagen aus Halle geschaffen. Darauf sind Darstellungen der vier Evangelisten und Jesus als guten Hirten zu sehen.
Der Altar von 1667 stammt von Wilhelm Schorius aus Braunschweig. Die Holzfiguren zeigen in der oberen Reihe den triumphierenden Christus mit zwei Engeln, im Mittelteil die vier Evangelisten mit ihren Symbolen und in der unteren Reihe Petrus, den gehörnten Mose, den Täufer Johannes und Paulus. 2022 liefen Voruntersuchungen zu einer Restaurierung.

### Orgel

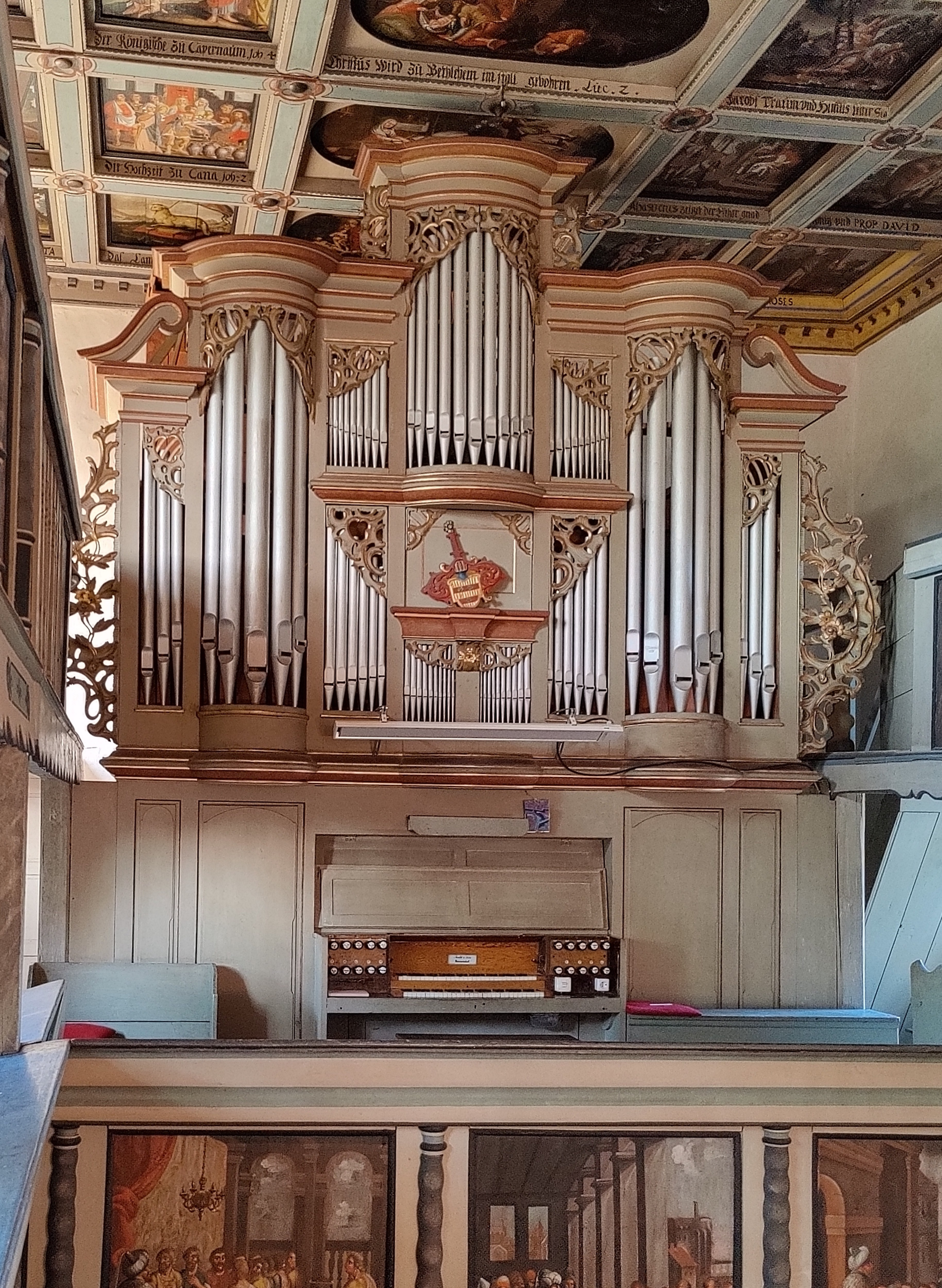
Barocker Orgelprospekt

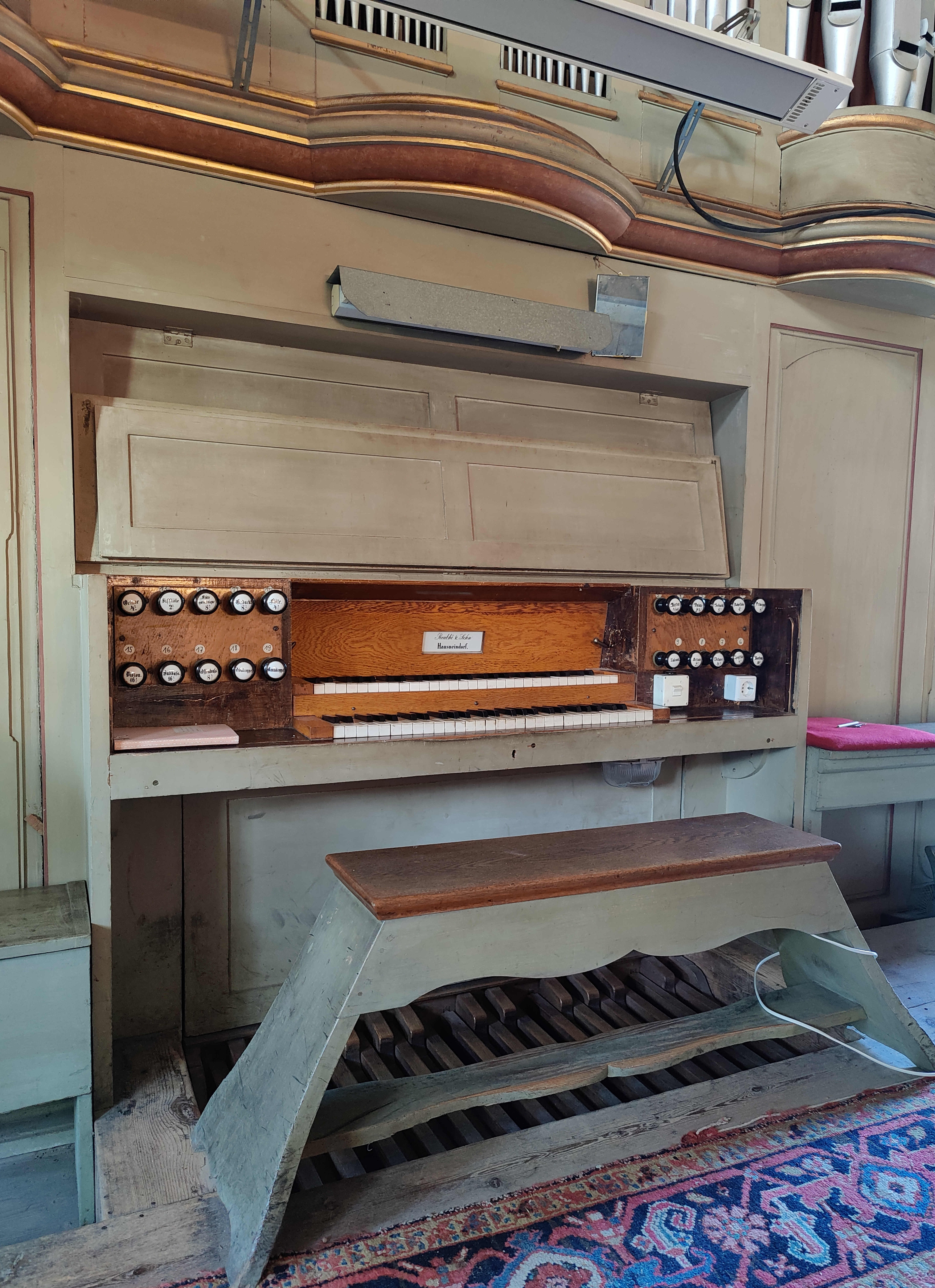
Spielanlage der Orgel

Im Jahre 1672 baute Jakob Schüler aus Magdeburg die Orgel ein; im Jahr 1869 wurde sie unter Beibehaltung des hölzernen Prospektes von Orgelbaumeister Adolf Reubke ersetzt. Planung und Abnahme übernahm Magdeburgs Domorganist August Gottfried Ritter. Zu Beginn des 20. Jahrhunderts wurden vier Register durch Ernst Röver ersetzt. Im Ersten Weltkrieg mussten die Prospektpfeifen für Kriegszwecke abgegeben werden und wurden neun Jahre später ersetzt. Im Jahr 1932 wurde ein neuer Spieltisch durch die Firma Sauer eingebaut. Im Jahr 1988 wurde die Orgel gewartet und gereinigt, seitdem wird die Orgel durch die Firma Orgelbau Reinhard Hüfken betreut. Heute hat die Orgel 17 Register auf zwei Manualen und Pedal. Die Disposition lautet:
| I Hauptwerk C–f3 |       |
| Bordun           | 16′   |
| Principal        | 8′    |
| Gedackt          | 8′    |
| Hohlflöte        | 8′    |
| Octave           | 4′    |
| Rohrflöte        | 4′    |
| Quinte           | 2 ⁄3′ |
| Octave           | 2′    |
| Mixtur IV        |       |

| II Oberwerk C–f3 |    |
| Gedackt          | 8′ |
| Flûte harmonique | 8′ |
| Octave           | 4′ |
| Flöte            | 4′ |
| Sifflöte         | 2′ |

| Pedal C–d1 |     |
| Subbass    | 16′ |
| Violon     | 16′ |
| Offenbass  | 8′  |

- Koppeln: Manualkoppel, Pedalkoppel
- Calcant

### Glocken
Der Kirchturm trägt drei Glocken in einem dreigefachigen Bockstrebenstuhl. Zwei der Klangkörper aus Eisenhartguss stammen von der Firma Schilling & Lattermann, die dritte Glocke besteht aus Bronze. Die Glocken werden elektrisch geläutet.

## Autobahnkirche
Im Jahre 1997 entstand eine Initiative zum Bau einer Autobahnkapelle an der A 14. Die Umsetzung scheiterte jedoch an der Frage der Trägerschaft. Im August 2000, während einer Autobahnfahrt vom damaligen Minister für Straßen- und Städtebau des Landes Sachsen-Anhalt, Jürgen Heyer, entstand die Idee, die St. Petri Kirche in Brumby als Autobahnkirche zu nutzen.
Die Voraussetzungen, um die Gemeindekirche auch als Autobahnkirche zu öffnen, wurden geschaffen. Am 18. Mai 2006 hatte Bischof Axel Noack die Kirche offiziell als Autobahnkirche freigegeben. Sie steht seitdem für Autobahn-Reisende für Pause und Einkehr offen.
Die Kirche ist täglich von 9 Uhr bis Anbruch der Dunkelheit geöffnet. In ihrer Eigenschaft als Gemeindekirche werden in dieser Autobahnkirche zudem auch die Gottesdienste der Gemeinde gefeiert.

## Varia
- Der Pfarrer von Brumby, Gottfried Eggebrecht[8], hat in der DDR-Zeit trotz schwieriger wirtschaftlicher Lage sowie nach der Friedlichen Revolution in der DDR mit einer Vielzahl von Aktivitäten maßgeblich dazu beigetragen, die Kirche zu Brumby zu bewahren, das Gotteshaus überregional bekannt und es der Gemeinde und Besuchern weiter zugänglich zu machen. Dank Eggebrechts Engagement wurde die Kirche Brumby in die Förderliste der Deutschen Stiftung Denkmalschutz aufgenommen. Dank der Außensanierungsarbeiten 1994–2001 konnte der drohende Verfall der Kirche gestoppt werden.[9]

## Bilder

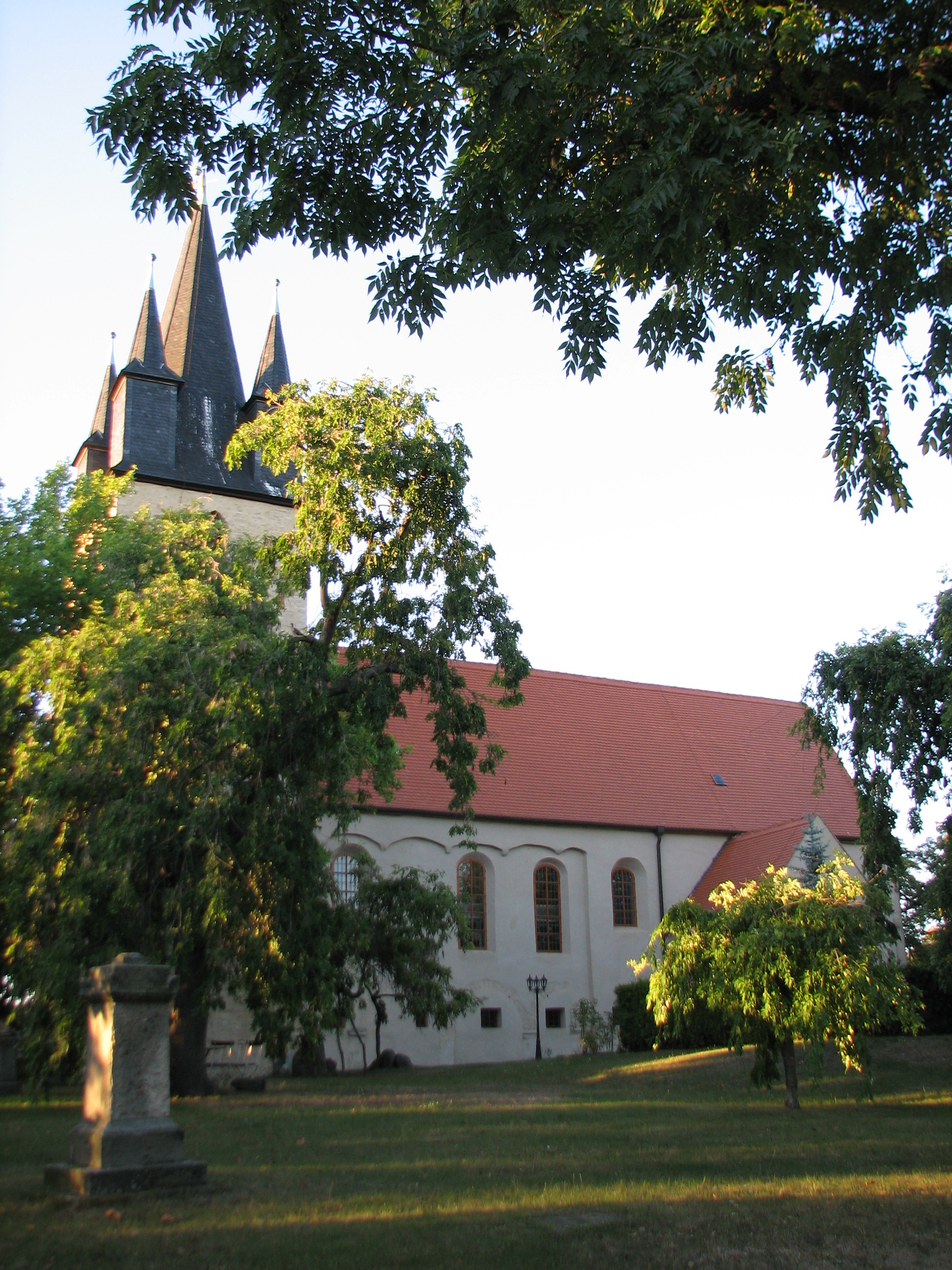
Die Kirche eingehüllt im August-Grün
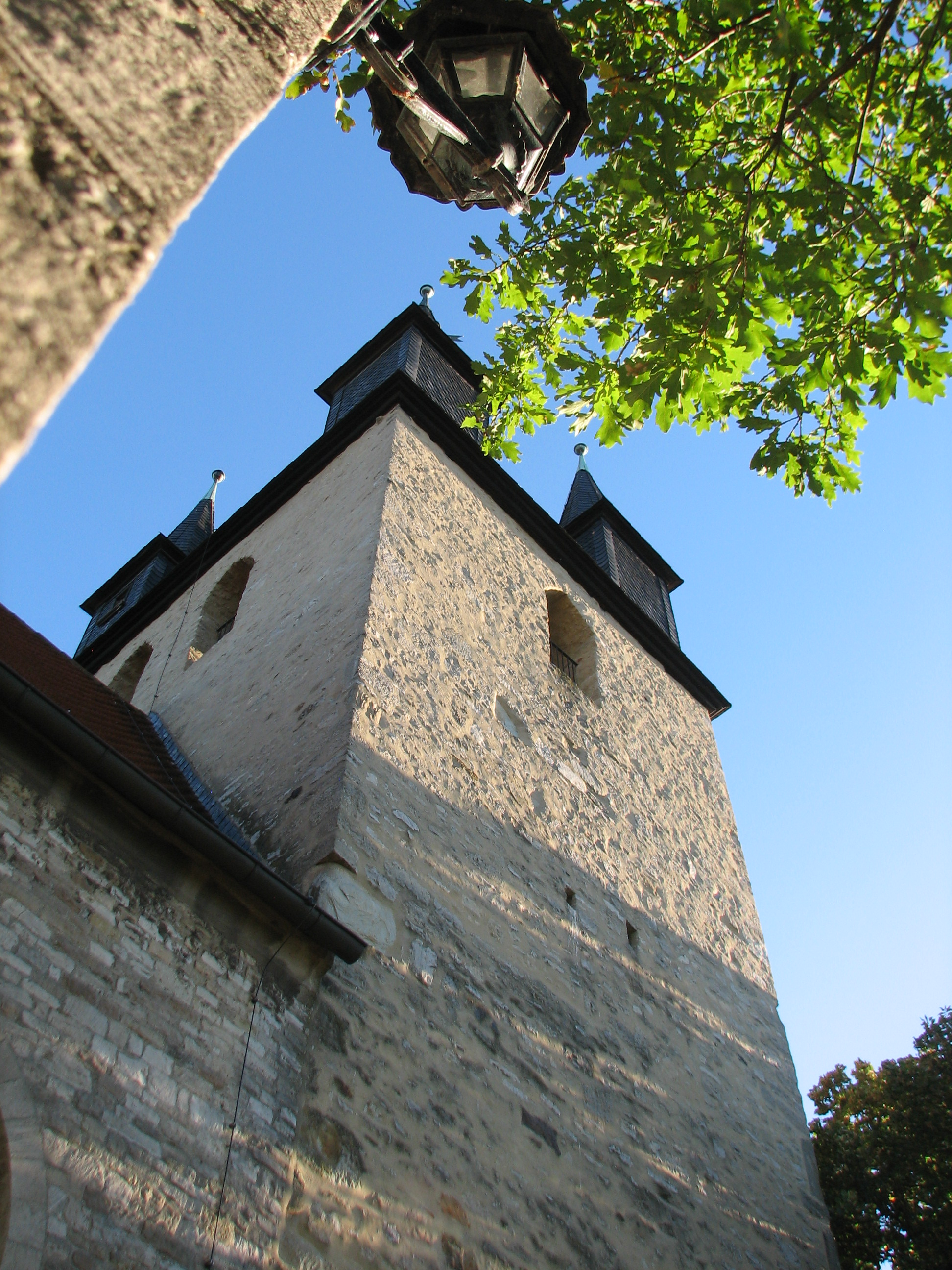
Etwas anderer Blick zum Kirchturm
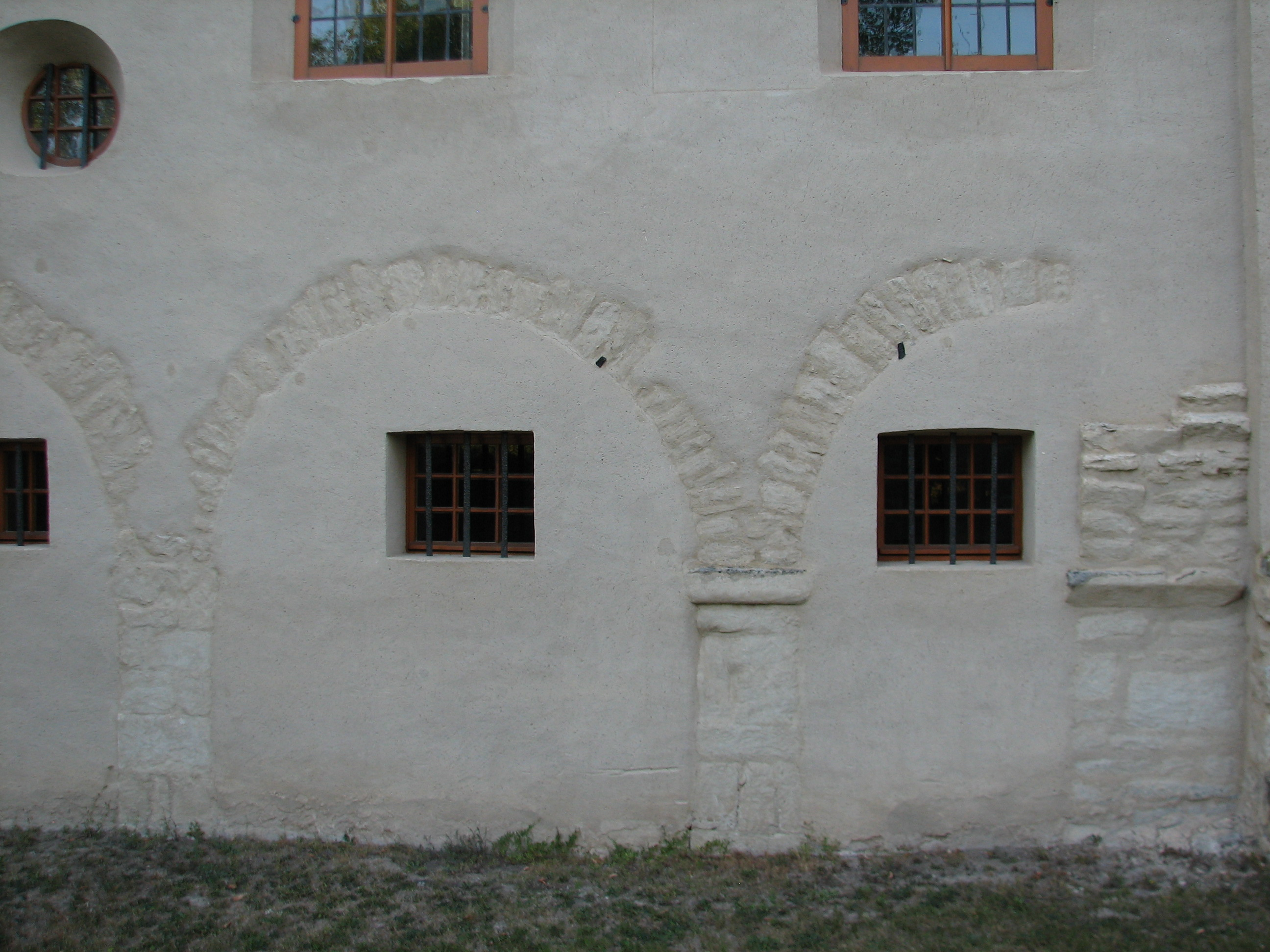
Zugemauerte Halbrundbögen in der Kirchenmauer Brumby
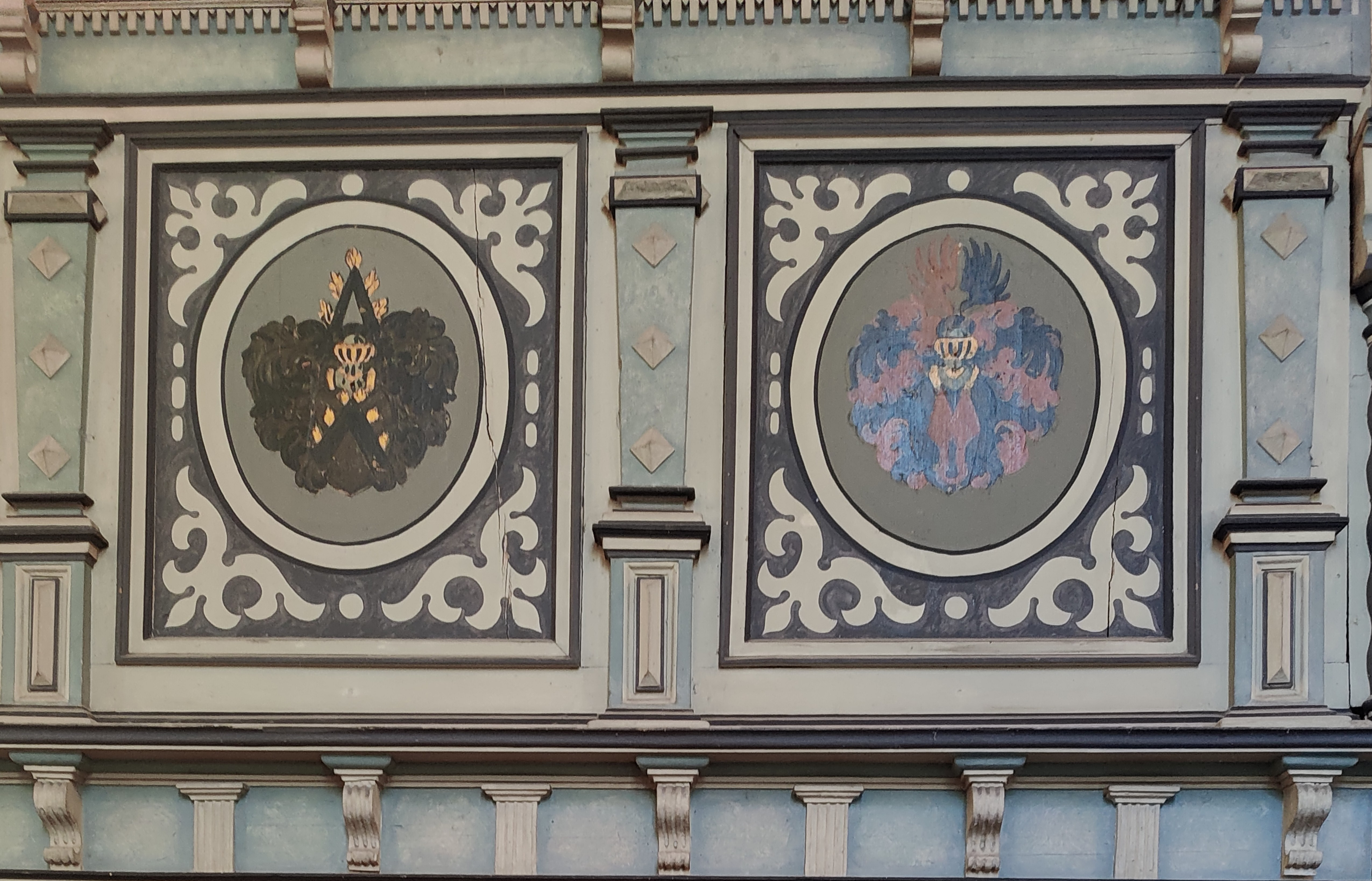
Wappen an der Empore
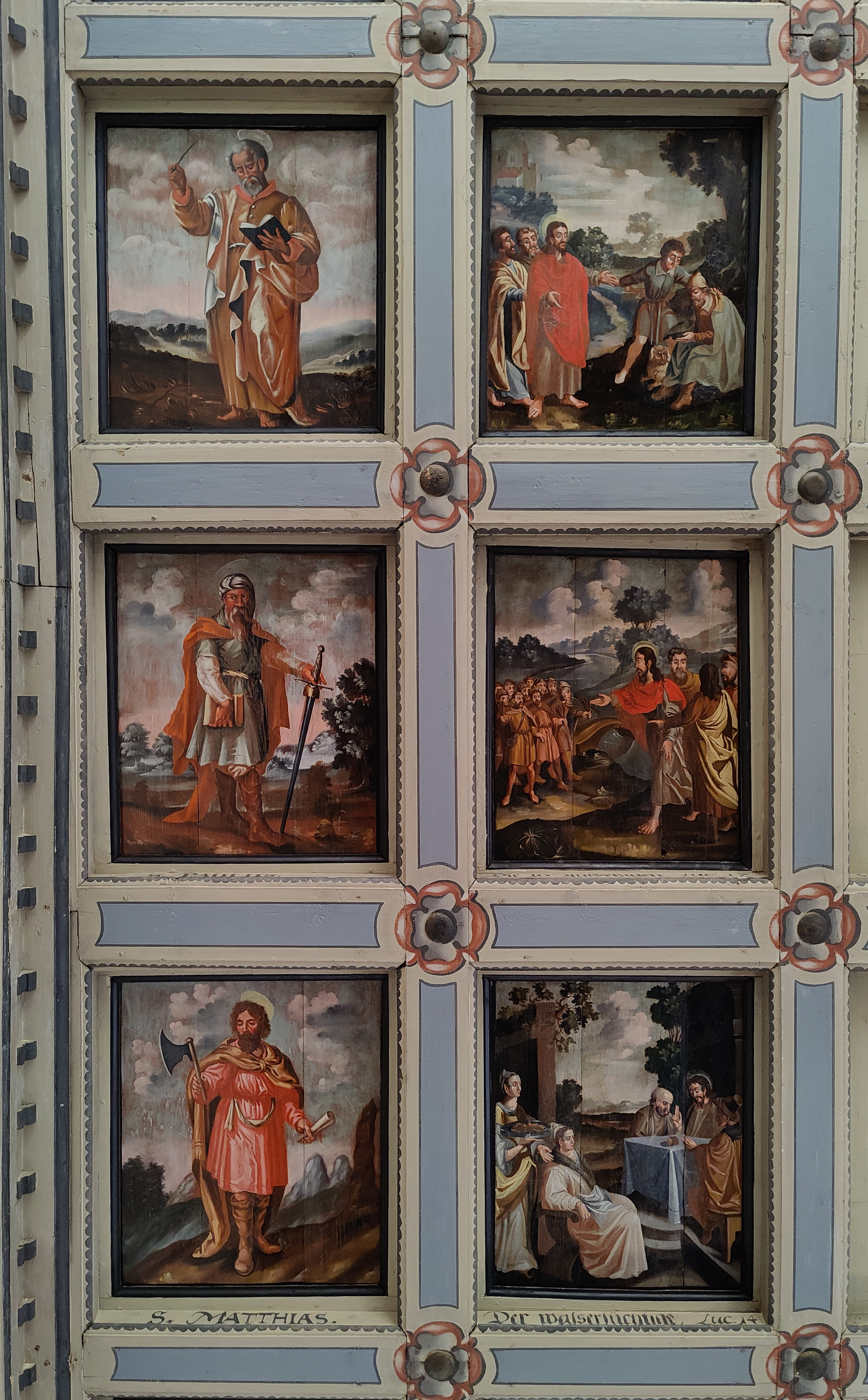
Bildertafeln
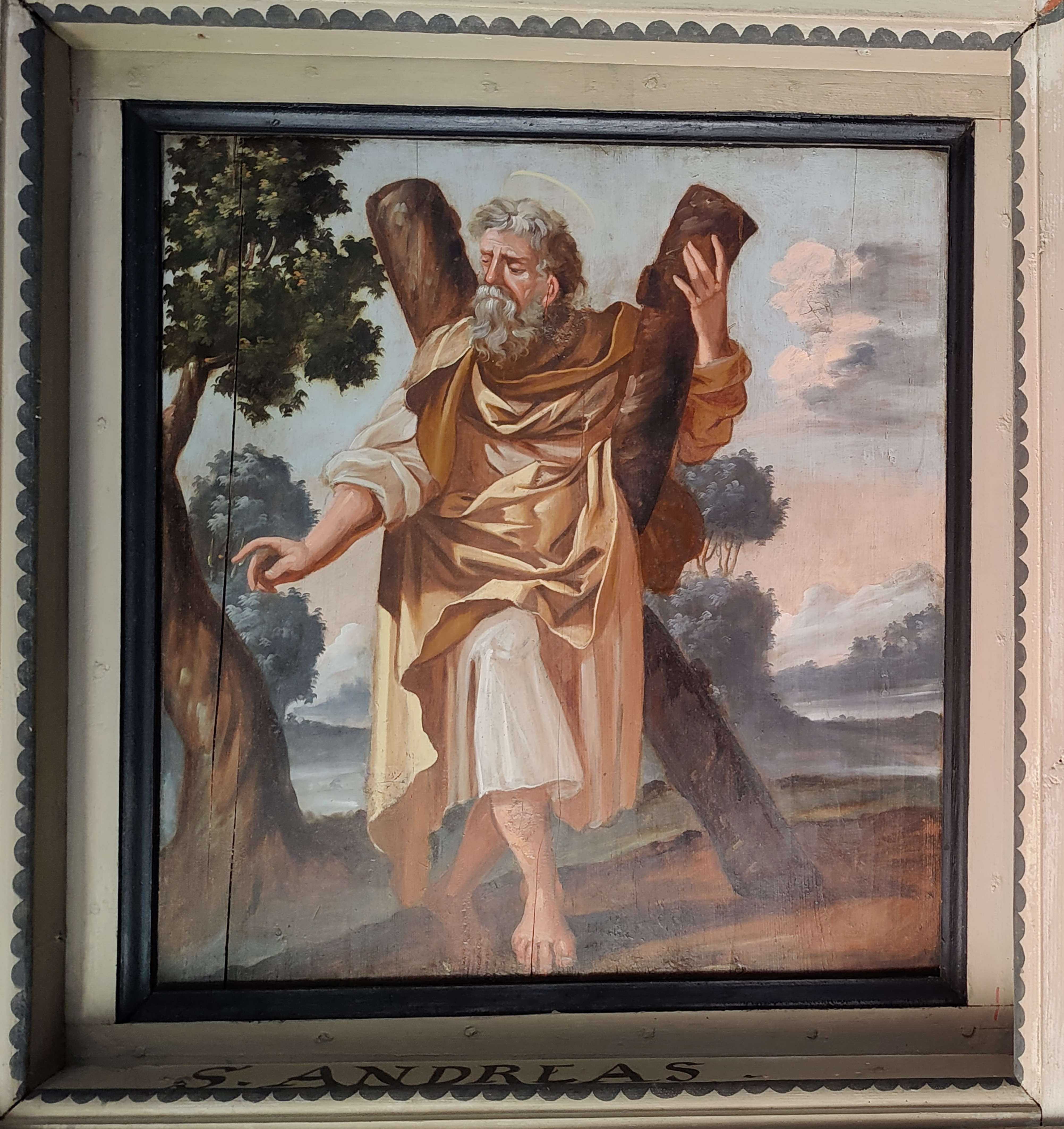
Bildtafel S. Andreas
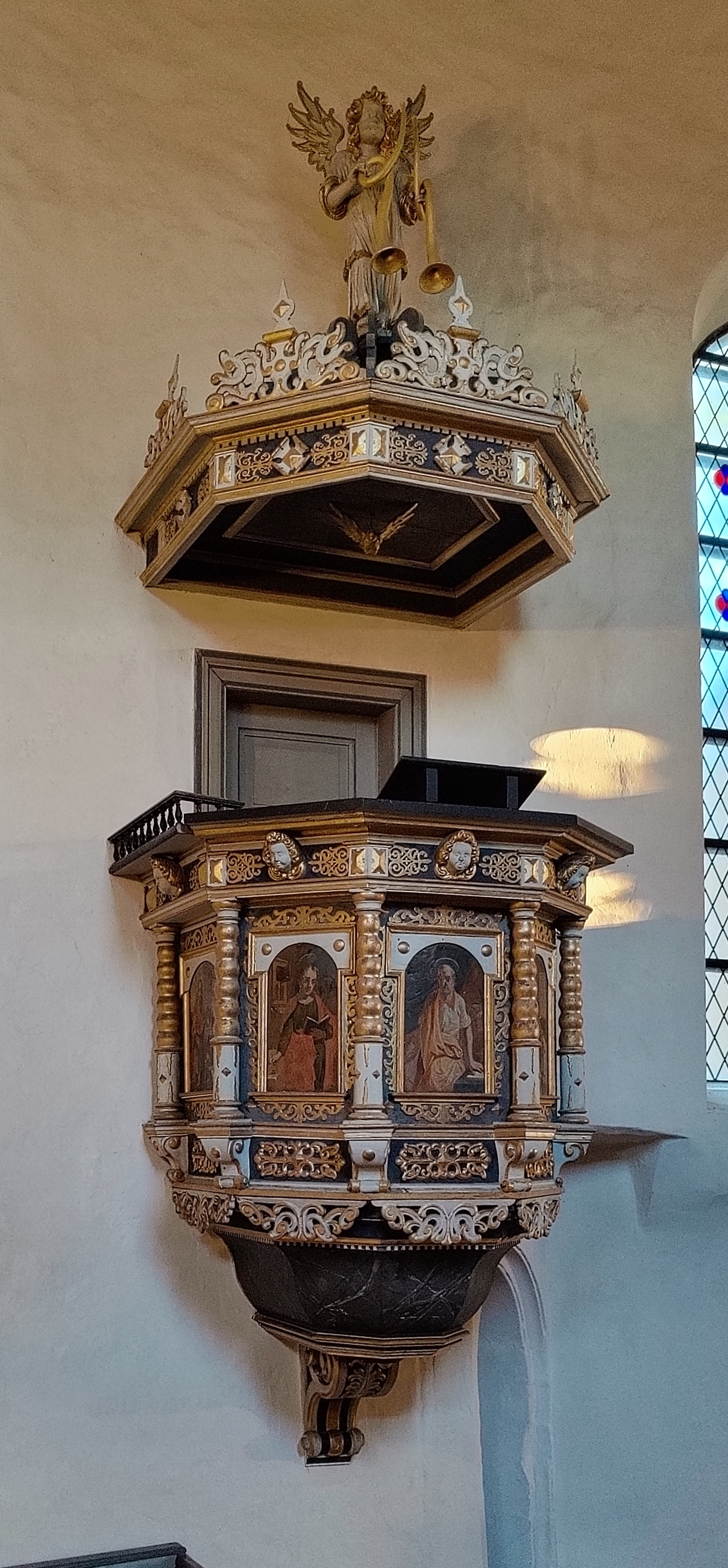
Kanzel
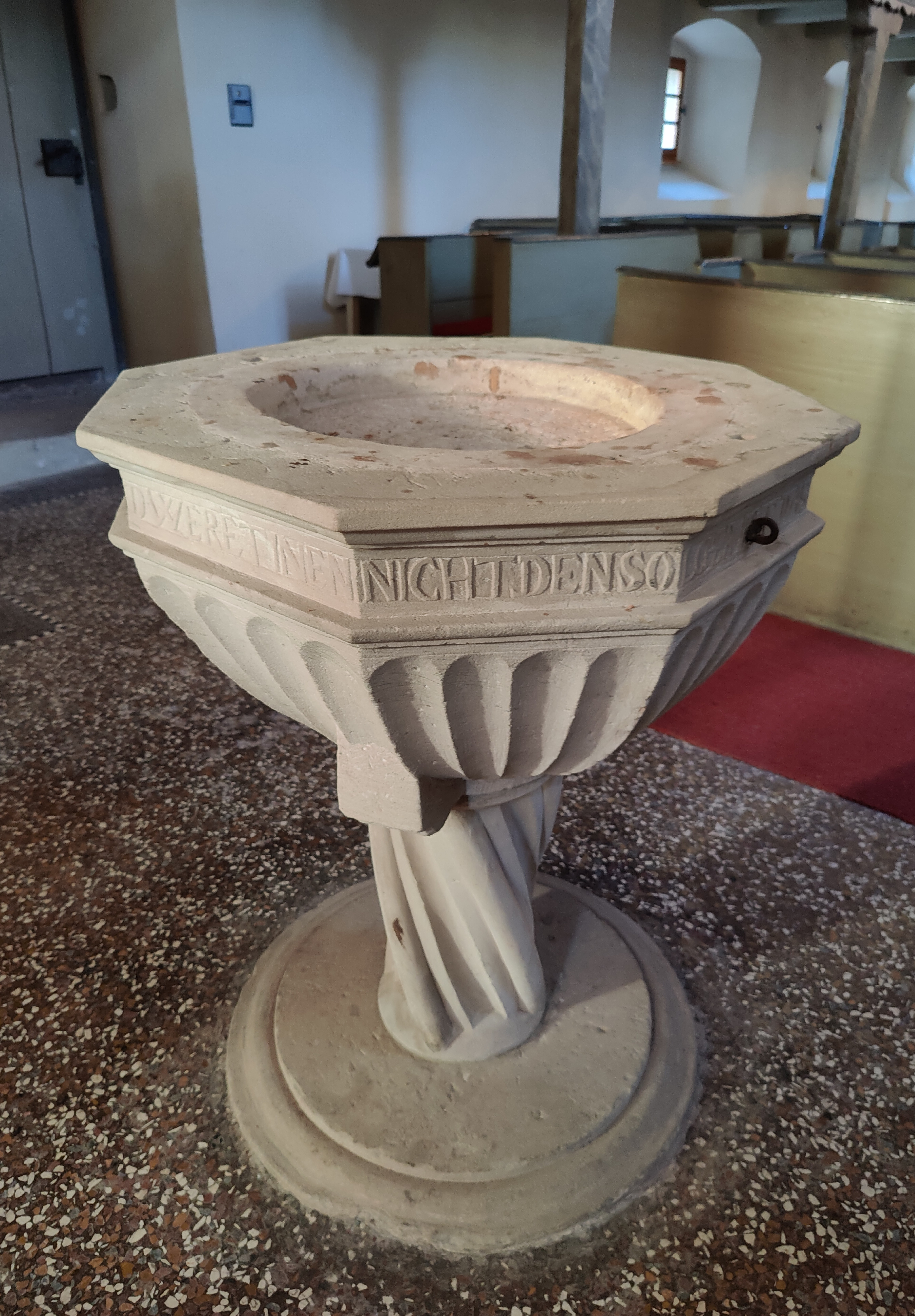
Taufstein
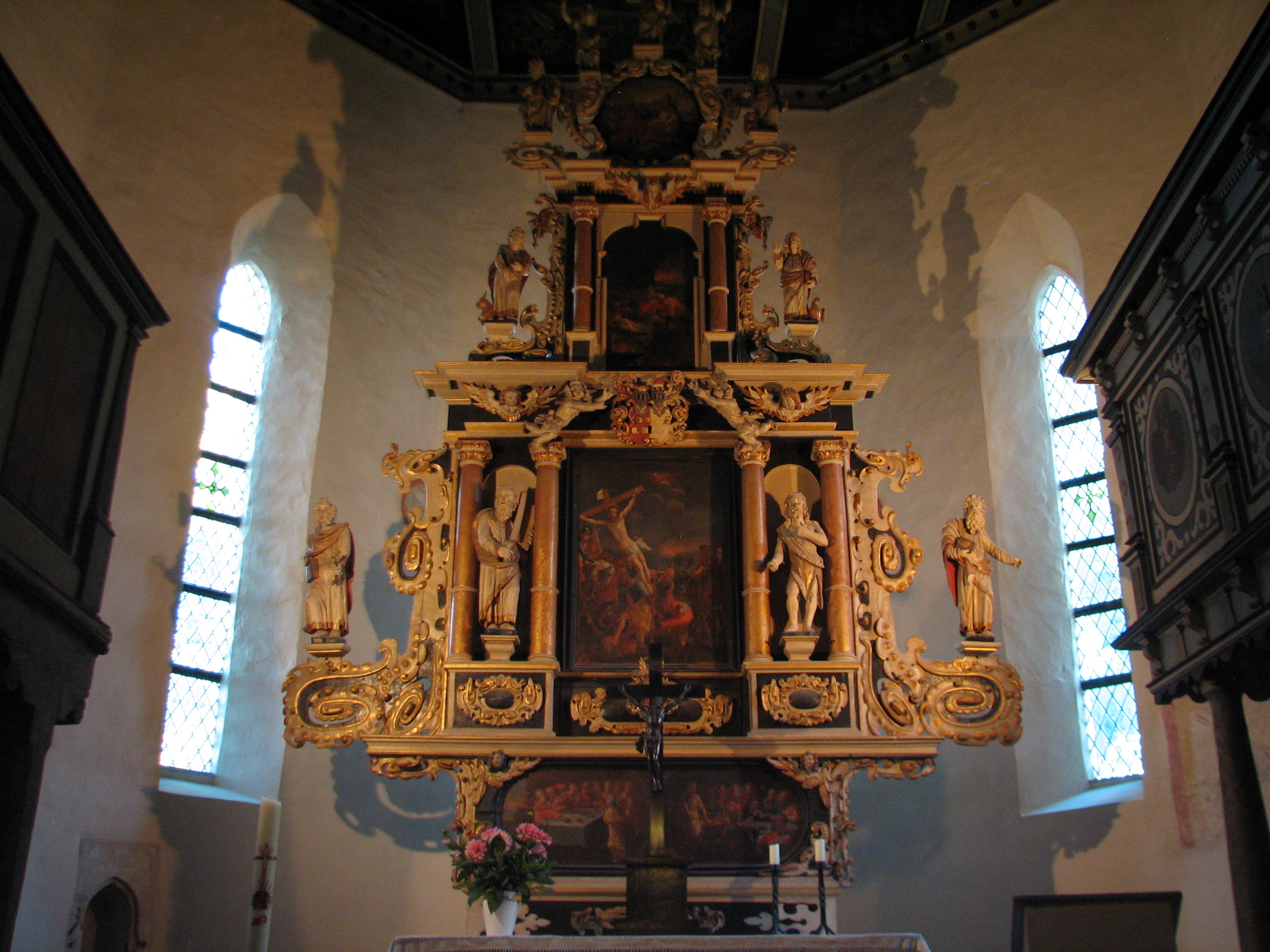
Der Altar von Wilhelm Schorius
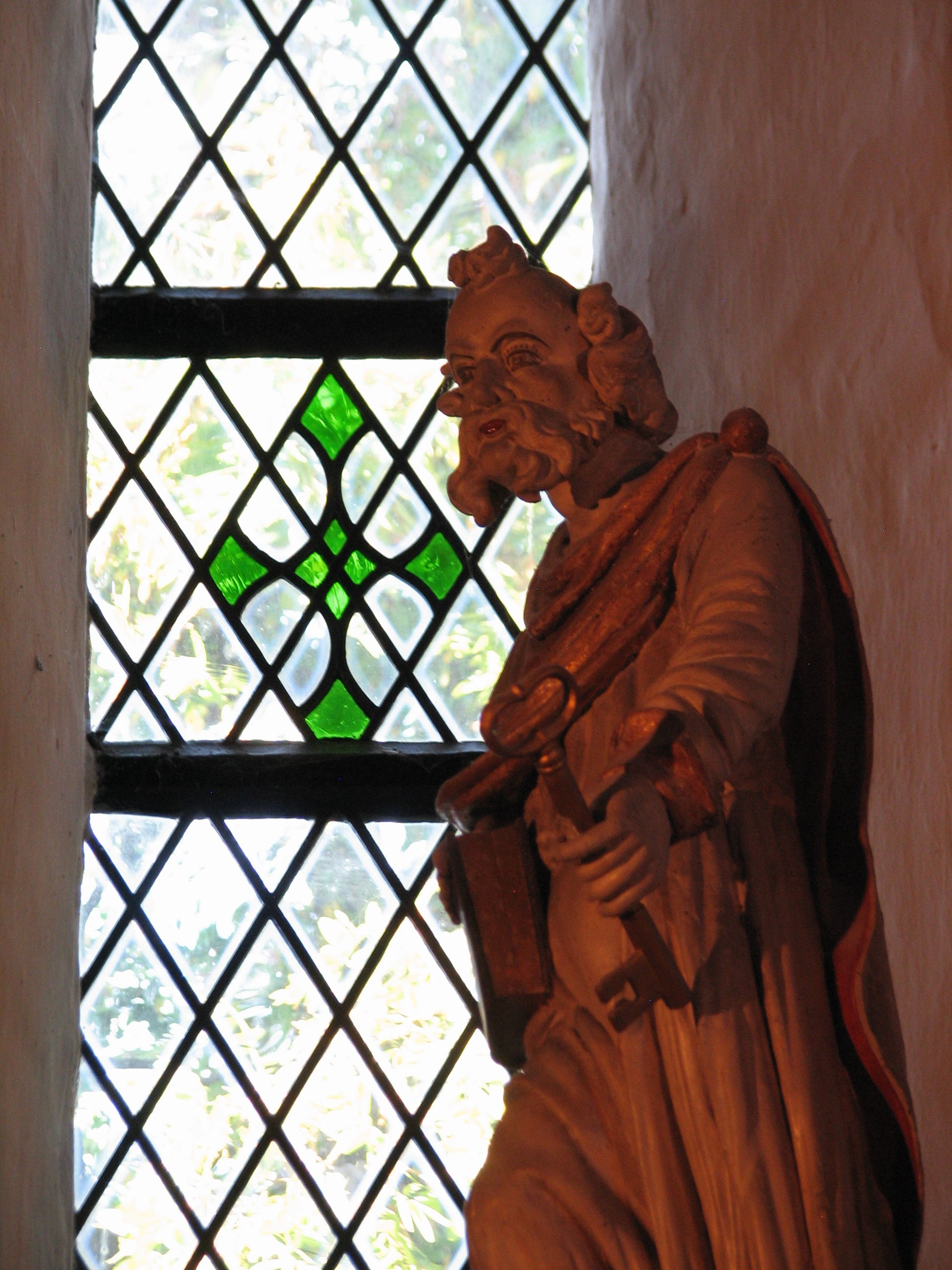
Apostel Petrus links am Altar
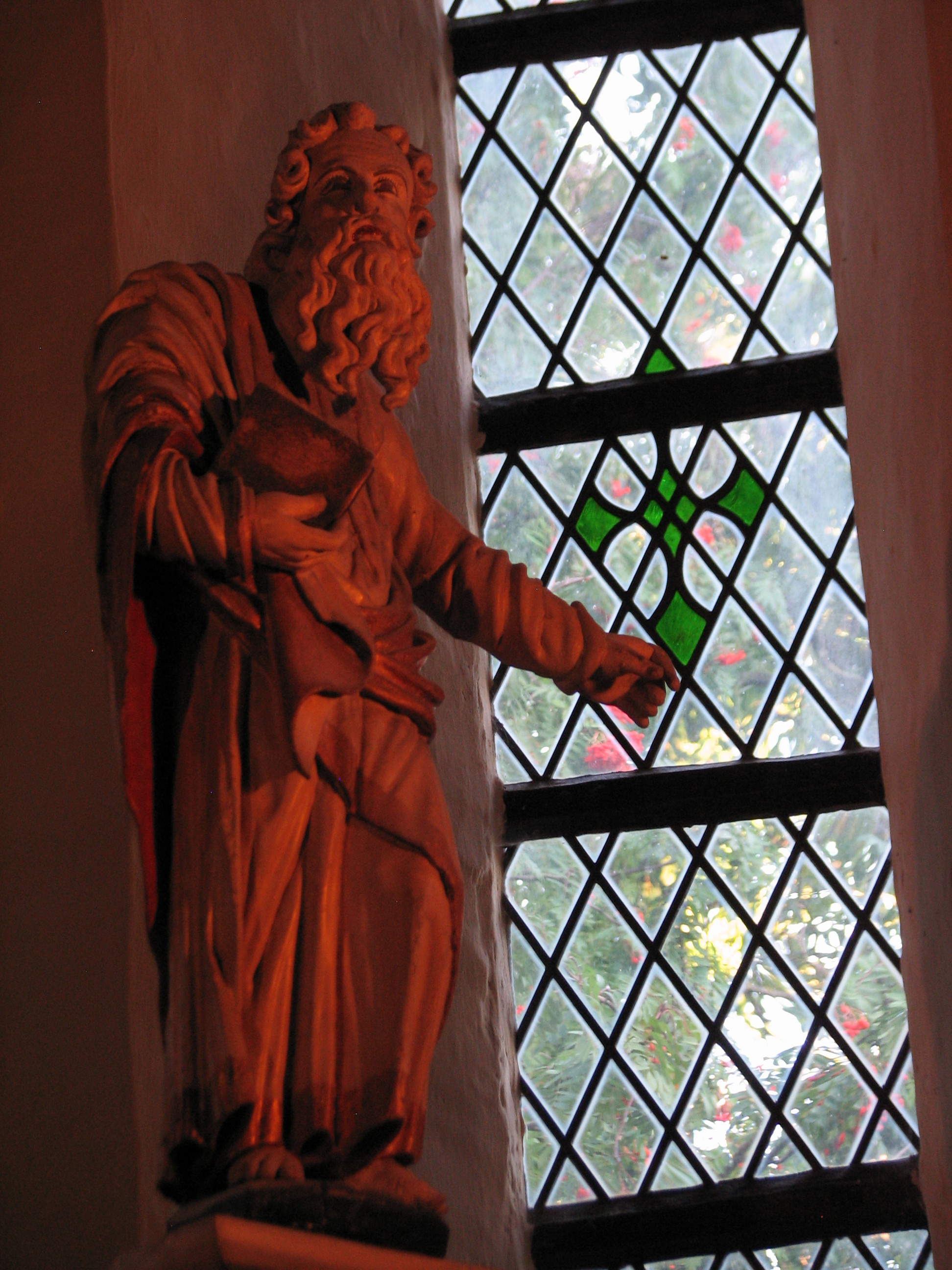
Apostel Paulus rechts am Altar
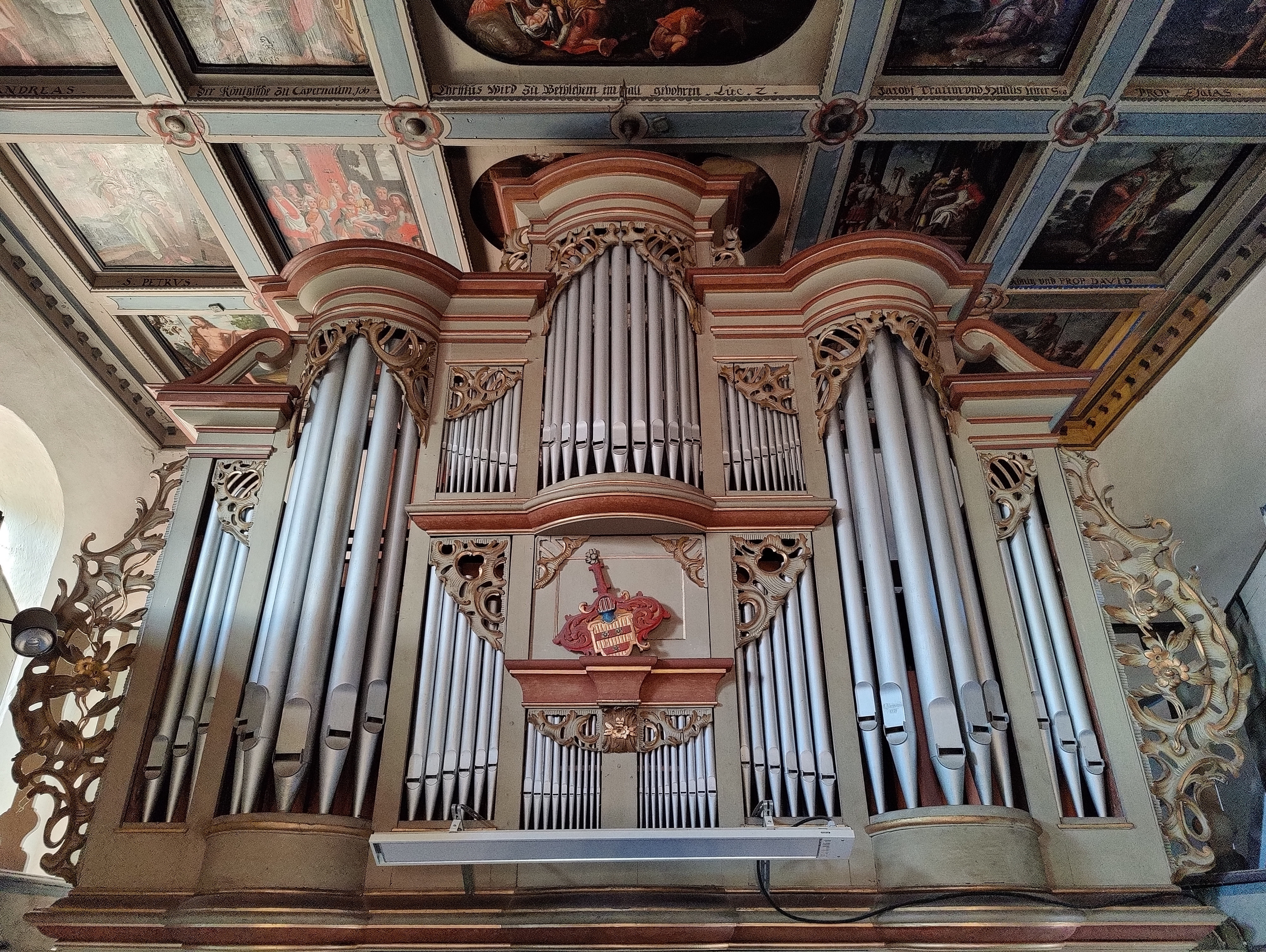
Orgelprospekt
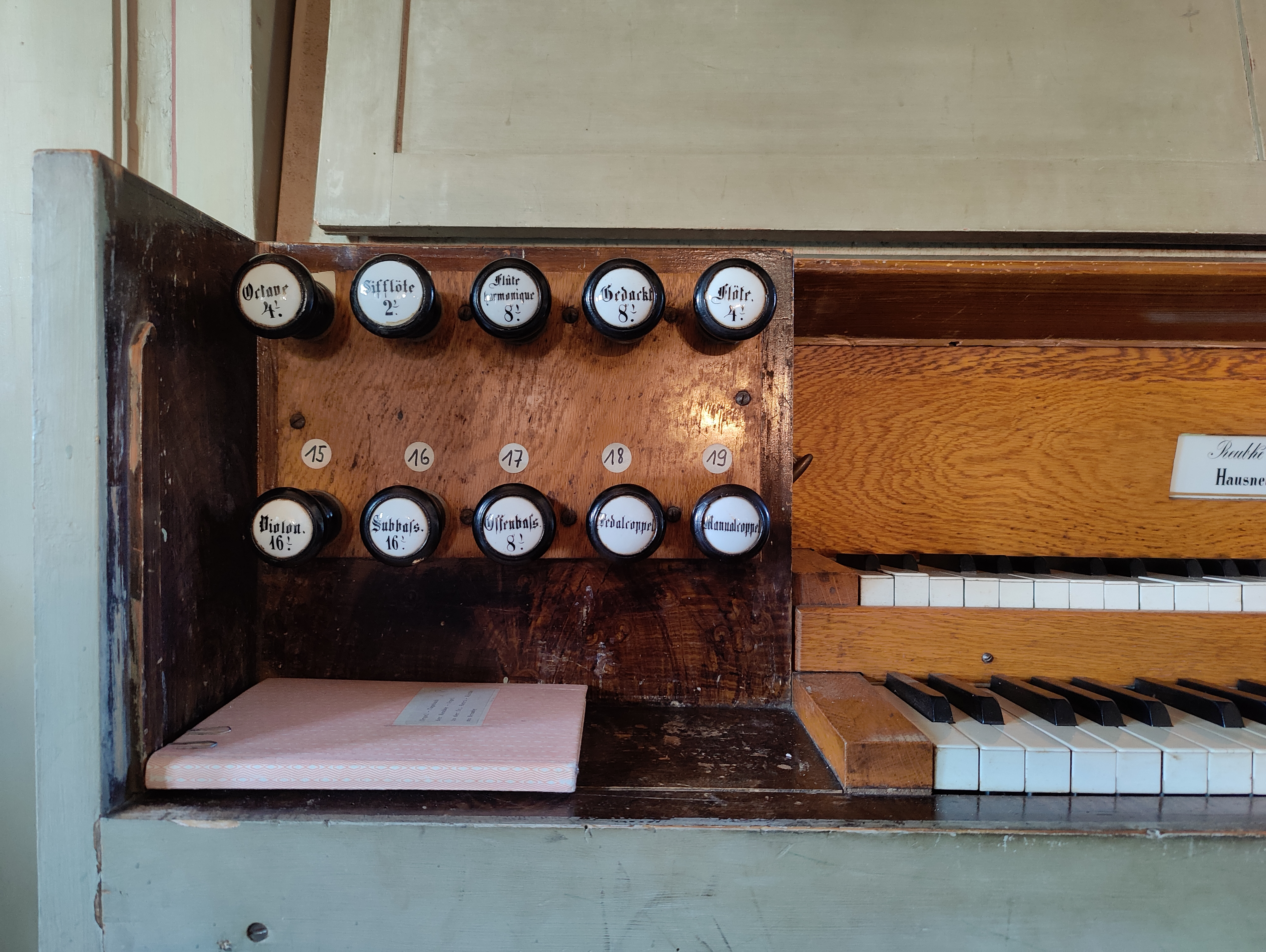
Registerzüge links
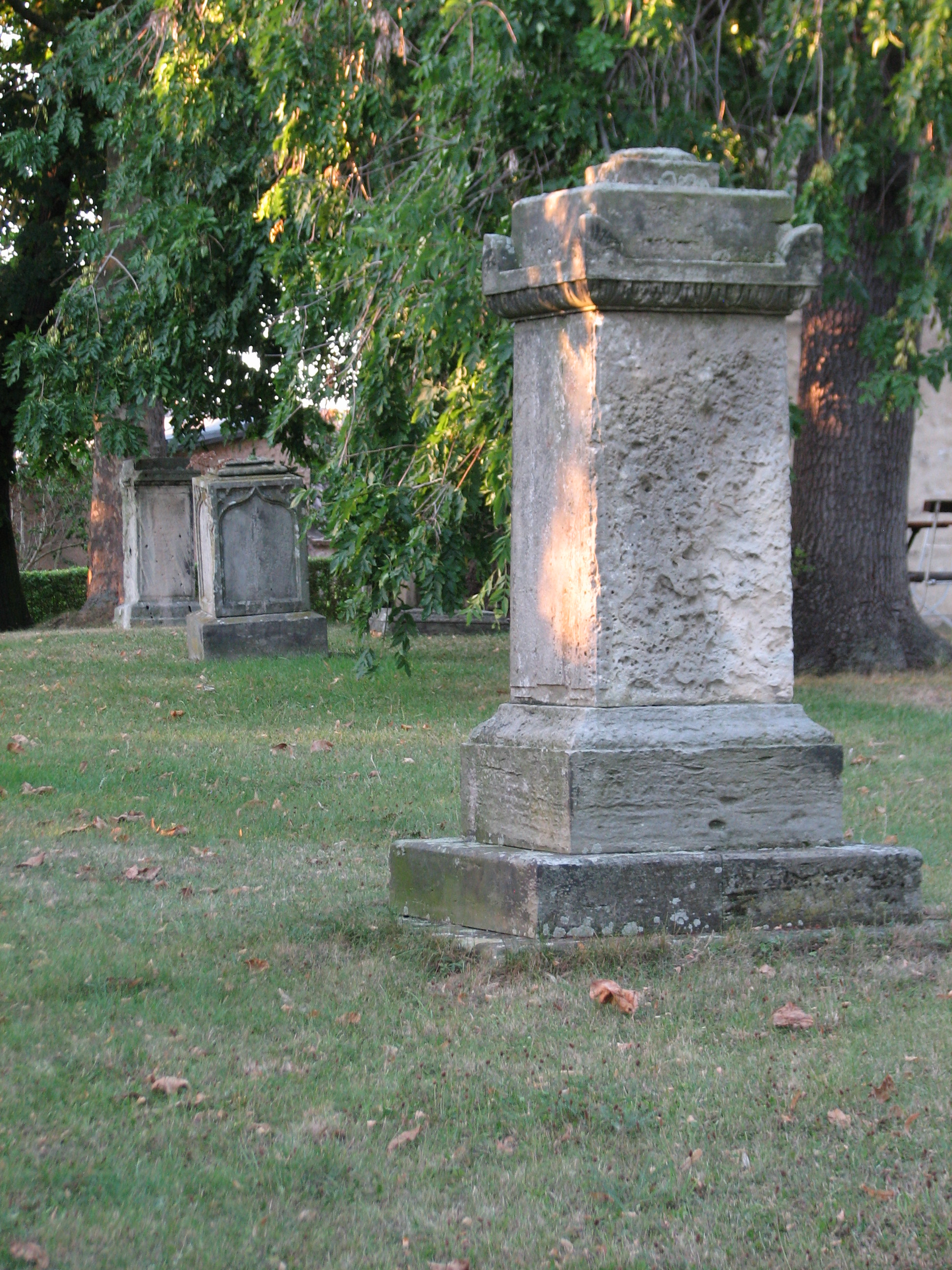
Vor der Kirche Brumby
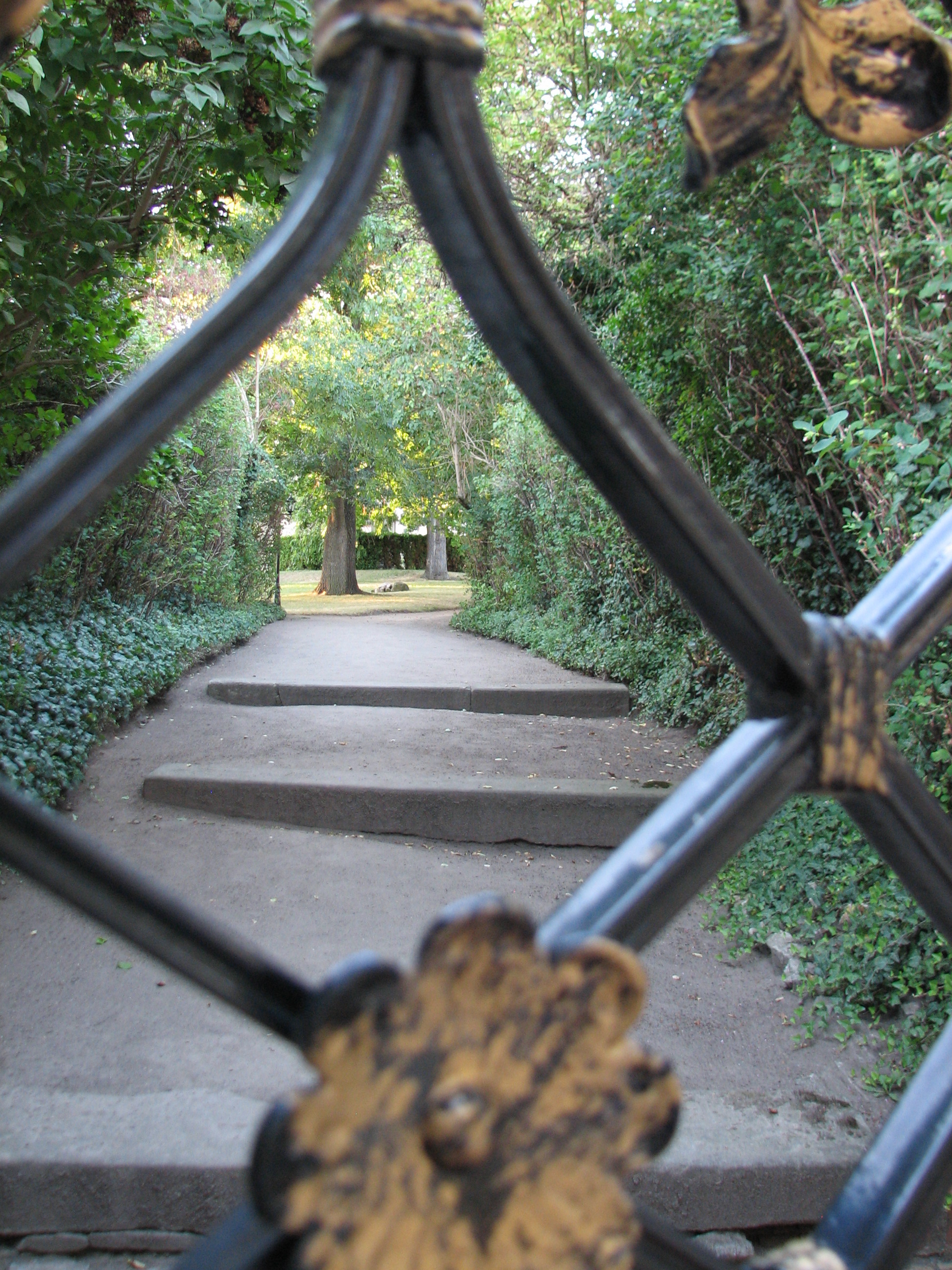
Blick auf den Weg zur Kirche